# 帕勞國家奧林匹克委員會
帕勞國家奧林匹克委員會（Palau National Olympic Committee）是帕勞的國家奧林匹克委員會。該組織成立於1997年，是國際奧委會和大洋洲國家奧林匹克委員會的成員。2000年，首次派員參加在澳洲悉尼舉辦的夏季奧運會。
現時，帕勞國家奧林匹克委員會的總部設在科羅爾，主席是 Mr Frank Kyota。 

## 資料來源
1. ↑  .   [2014-03-14]. （原始内容存档于2008-11-20）.